# Acie Earl
Acie Boyd Earl (ur. 23 czerwca 1970 w Peorii) – amerykański koszykarz występujący na pozycjach silnego skrzydłowego oraz środkowego, po zakończeniu kariery zawodniczej trener koszykarski.
W styczniu 2003 został zawodnikiem Śląska Wrocław. 

## Osiągnięcia
Na podstawie, o ile nie zaznaczono inaczej.
NCAA
- Uczestnik rozgrywek turnieju NCAA (1991–1993)
- Obrońca roku konferencji Big Ten (1992)[4]
- Zaliczony do:
  - I składu Big Ten (1992)
  - II składu Big Ten (1991, 1993)
  - honorable mention All-American (1992, 1993 – przez Associated Press)
- Lider:
  - Big 10 w:
    - średniej bloków (2,3 – 1990, 3,3 – 1991, 4 – 1992, 2,8 – 1993)
    - liczbie:
      - bloków (50 – 1990, 106 – 1991, 121 – 1992)
      - celnych rzutów wolnych (162 – 1993)
      - oddanych rzutów wolnych (242 – 1991, 243 – 1992)

  - wszech czasów zespołu Iowa Hawkeyes w blokach (365)

Drużynowe
- Brązowy medalista mistrzostw Polski (2003)
- Finalista pucharu Turcji (2001)

Indywidualne
- MVP kolejki Eurocup (4, 5 – 2002/2003)
- Lider w blokach:
  - australijskiej ligi NBL (1999)
  - ligi tureckiej (2000, 2001)